# Hideo Oguni
Pour les articles homonymes, voir Oguni (homonymie).
Hideo Oguni (小国英雄, Oguni Hideo), né le 9 juillet 1904 et mort le 5 février 1996, est un scénariste japonais. Il est particulièrement connu pour être un des scénaristes privilégiés d'Akira Kurosawa.

## Biographie
Hideo Oguni a réalisé deux films en 1939 et a écrit près de 200 scénarios entre 1933 et 1990.

## Filmographie sélective

### Comme réalisateur
- 1939 : Roppa uta no miyako e yuku (ロッパ歌の都へ行く?)
- 1939 : Kingorō no oyaji sanjusō (金語楼の親爺三重奏?)

### Comme scénariste
- 1933 : Kanojo no michi (彼女の道?) de Hisatora Kumagai
- 1933 : Kyoka: Den'en-hen (炬火 田園篇?) de Hisatora Kumagai
- 1934 : Kyoka: Tokai-hen (炬火　都会篇?) de Hisatora Kumagai
- 1934 : Ureshii musume (嬉しい娘?) de Yasuki Chiba
- 1935 : Nozokareta hanayome (のぞかれた花嫁?) de Toshio Ōtani (ja)
- 1935 : Gunkoku komoriuta (軍国子守唄?) de Toshio Ōtani (ja)
- 1936 : Anata to yobeba (あなたと呼べば?) de Yasuki Chiba
- 1937 : Totsugiyuku hi made (嫁ぐ行く日まで?) de Masahisa Sunohara (en)
- 1937 : Bokō no hanagata (母校の花形?) de Yasuki Chiba
- 1937 : Aoi sebiro de (青い背広で?) de Eijirō Kiyose (ja)
- 1937 : Jidai no kiri: Harumi no maki (時代の霧 春実の巻?) de Eijirō Kiyose (ja)
- 1937 : Jidai no kiri: Shizuko no maki (時代の霧 静子の巻?) de Eijirō Kiyose (ja)
- 1938 : Tetsuwan toshi (鉄腕都市?) de Kunio Watanabe
- 1938 : Enoken no hōkaibō (エノケンの法界坊?) de Torajirō Saitō
- 1938 : Un voyage de Yaji et Kita (弥次喜多道中記, Yajikita dōchūki?) de Masahiro Makino
- 1939 : Roppa no Ōkubo Hikozaemon (ロッパの大久保彦左衛門?) de Torajirō Saitō
- 1939 : Musume no negai wa tada hitotsu (娘の願ひは唯一つ?) de Torajirō Saitō
- 1939 : Omoitsuki fujin (思ひつき夫人?) de Torajirō Saitō
- 1939 : Roppa no komori uta (ロッパの子守唄?) de Torajirō Saitō
- 1939 : Enoken no ganbari senjutsu (エノケンの頑張り戦術?) de Nobuo Nakagawa
- 1939 : Roppa uta no miyako e yuku (ロッパ歌の都へ行く?) de lui-même
- 1940 : Le Port de Shimizu II (続清水港, Zoku Shimizu minato?) de Masahiro Makino
- 1940 : Nuits de Chine (支那の夜, Shina no yoru?) d'Osamu Fushimizu
- 1941 : L'Homme qui a disparu hier (昨日消えた男, Kinō kieta otoko?) de Masahiro Makino
- 1941 : Iemitsu to Hikoza (長谷川・ロッパの 家光と彦左, Hasegawa Roppa no Iemitsu to Hikoza?) de Masahiro Makino
- 1941 : Le siècle rit (世紀は笑ふ, Seiki wa warau?) de Masahiro Makino
- 1941 : Le Chemin de gloire d'un homme (男の花道, Otoko no hanamichi?) de Masahiro Makino
- 1942 : La Jeunesse de l'espoir (希望の青空, Kibo no aozora?) de Kajirō Yamamoto
- 1942 : L'Homme qui attendait (待って居た男, Matte ita otoko?) de Masahiro Makino
- 1942 : Généalogie d'une femme (婦系図, Onna keizu?) de Masahiro Makino
- 1942 : Généalogie d'une femme II (続婦系図, Zoku onna keizu?) de Masahiro Makino
- 1943 : La Guerre de l'opium (阿片戦争, Ahen sensō?) de Masahiro Makino
- 1944 : Tirez sur ce drapeau ! (あの旗を撃て－コレヒドールの最後－, Ano hata o ute?) de Yutaka Abe
- 1944 : Touché coulé (不沈艦撃沈, Fuchinkan gekichin?) de Masahiro Makino
- 1944 : La Lutte quotidienne (日常の戦ひ, Nichijō no tatakai?) de Yasujirō Shimazu
- 1945 : Histoire de l'arc au temple de Sanjusangendo (三十三間堂通し矢物語, Sanjūsangendō tōshiya monogatari?) de Mikio Naruse
- 1946 : Un vagabond élégant (粋な風来坊, Iki na fūraibō?) de Masahiro Makino
- 1947 : Quatre histoires d'amour (四つの恋の物語, Yottsu no koi no monogatari?) - 2e partie : Même se quitter est un plaisir (別れも愉し, Wakare mo tanoshi?) de Mikio Naruse
- 1947 : L'Époque des nouveaux idiots I (新馬鹿時代 前篇, Shin baka jidai: Zenpen?) de Kajirō Yamamoto
- 1947 : L'Époque des nouveaux idiots II (新馬鹿時代 後篇, Shin baka jidai: Kōhen?) de Kajirō Yamamoto
- 1948 : Les fantômes meurent à l'aube (幽霊暁に死す, Yūrei akatsuki ni shisu?) de Masahiro Makino
- 1949 : Goodbye (グッドバイ, Guddobai?) de Kōji Shima
- 1949 : Otoko no namida (男の涙?) de Torajirō Saitō
- 1951 : Élégie (悲歌, Aika?) de Kajirō Yamamoto
- 1951 : Les Bateaux pirates (海賊船, Kaizokusen?) de Hiroshi Inagaki
- 1952 : Yagura daiko (やぐら太鼓?) de Masahiro Makino et Eisuke Takizawa
- 1952 : Divorce (離婚, Rikon?) de Masahiro Makino
- 1952 : Les Fossettes de Tokyo (東京のえくぼ, Tokyo no ekubo?) de Shūe Matsubayashi
- 1952 : Vivre (生きる, Ikiru?) d'Akira Kurosawa
- 1953 : Là d'où l'on voit les cheminées (煙突の見える場所, Entotsu no mieru basho?) d'Heinosuke Gosho
- 1954 : Les Sept Samouraïs (七人の侍, Shichinin no samurai?) d'Akira Kurosawa
- 1955 : Vivre dans la peur (Chronique d'un être vivant) (生きものの記録, Ikimono no kiroku?) d'Akira Kurosawa
- 1956 : Vampire Moth (吸血蛾, Kyuketsuki-ga?) de Nobuo Nakagawa
- 1956 : L'Homme de l'ombre (遠山金さん捕物控 影に居た男, Tōyama Kinsan torimonohikae: Kage ni ita otoko?) de Masahiro Makino
- 1957 : Le Château de l'araignée (蜘蛛巣城, Kumonosu-jō?) d'Akira Kurosawa
- 1957 : Les Bas-Fonds (どん底, Donzoko?) d'Akira Kurosawa
- 1958 : La Forteresse cachée (隠し砦の三悪人, Kakushi toride no san-akunin?) d'Akira Kurosawa
- 1960 : Les salauds dorment en paix (悪い奴ほどよく眠る, Warui yatsu hodo yoku nemuru?) d'Akira Kurosawa
- 1961 : Akō rōshi (赤穂浪士?) de Sadatsugu Matsuda
- 1962 : Sanjuro (椿三十郎, Tsubaki Sanjūrō?) d'Akira Kurosawa
- 1963 : Entre le ciel et l'enfer (天国と地獄, Tengoku to jigoku?) d'Akira Kurosawa
- 1965 : Barberousse (赤ひげ, Akahige?) d'Akira Kurosawa
- 1970 : L'Embuscade (待ち伏せ, Machibuse?) de Hiroshi Inagaki
- 1970 : Tora ! Tora ! Tora ! de Richard Fleischer, Kinji Fukasaku et Toshio Masuda
- 1970 : Dodes'kaden (どですかでん, Dodesukaden?) d'Akira Kurosawa
- 1985 : Ran (乱, Ran?) d'Akira Kurosawa

## Distinctions

### Récompenses
- 1953 : prix Mainichi du meilleur scénario pour Vivre partagé avec Shinobu Hashimoto et Akira Kurosawa[2]
- 1964 : prix Mainichi du meilleur scénario pour Entre le ciel et l'enfer partagé avec Eijirō Hisaita, Ryūzō Kikushima et Akira Kurosawa[3]

### Sélections
- 1987 : BAFTA Award du meilleur scénario adapté pour Ran[4]